# Конвой Трук — Рабаул (19.01.44 — 22.01.44)
Конвой Трук — Рабаул (19.01.44 — 22.01.44) — японський конвой часів Другої світової війни, проведення якого відбувалось у січні 1944 року.
Конвой сформували у східній частині Каролінських островів на атолі Трук (Чуук), де лютого 1944 року була розташована головна база японського ВМФ у південно-східному секторі фронту. Місцем його призначення був Рабаул — передова база в архіпелазі Бісмарка, з якої безпосередньо провадились операції на Соломонових островах та сході Нової Гвінеї. До складу конвою увійшли танкер «Кокуйо-Мару» та «Нанрей-Мару», а охорону забезпечували есмінці «Новакі», «Ямагумо» і «Майкадзе».
19 січня кораблі вийшли з Труку та 22 січня успішно досягнули Рабаула, хоча на той час комунікації архіпелагу Бісмарка перебували під активними атаками ворожих підводних човнів та авіації. Ба більше, 25—28 січня «Кокуйо-Мару» прослідував назад на Трук у супроводі «Новакі» і «Майкадзе», а «Ямагумо» здійснив в архіпелазі Бісмарка кілька рейсів з військами на борту та на початку лютого 1944 року також прибув на Трук.